# Espirômetro

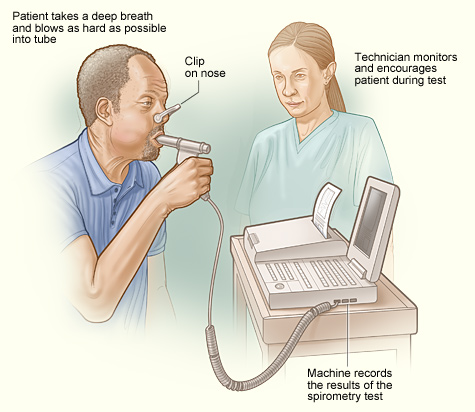
Teste de espirometria

Espirômetro (português brasileiro) ou espirómetro (português europeu) é um aparelho para medir o volume de ar inspirado e expirado pelos pulmões. Um espirômetro mede a ventilação, o movimento do ar para dentro e para fora dos pulmões. O espirograma identificará dois tipos diferentes de padrões anormais de ventilação, obstrutivos e restritivos. Existem vários tipos de espirômetros que usam vários métodos diferentes de medição (transdutores de pressão, ultra-som, medidor de água).

## Testes de função pulmonar
Um espirômetro é o principal equipamento utilizado para os testes básicos de função pulmonar. Doenças pulmonares como asma, bronquite e enfisema podem ser descartadas dos testes. Além disso, um espirômetro é freqüentemente usado para encontrar a causa da falta de ar, avaliando o efeito de contaminantes na função pulmonar, o efeito da medicação e avaliando o progresso para o tratamento da doença.

## Razões para testar
- Diagnosticar certos tipos de doenças pulmonares (como asma, bronquite e enfisema)
- Encontrar a causa de falta de ar
- Medir se a exposição a produtos químicos no trabalho afeta função pulmonar
- Verificar a função pulmonar antes que alguém tenha cirurgia
- Avaliar o efeito da medicação
- Medir o progresso no tratamento da doença

## Histórico

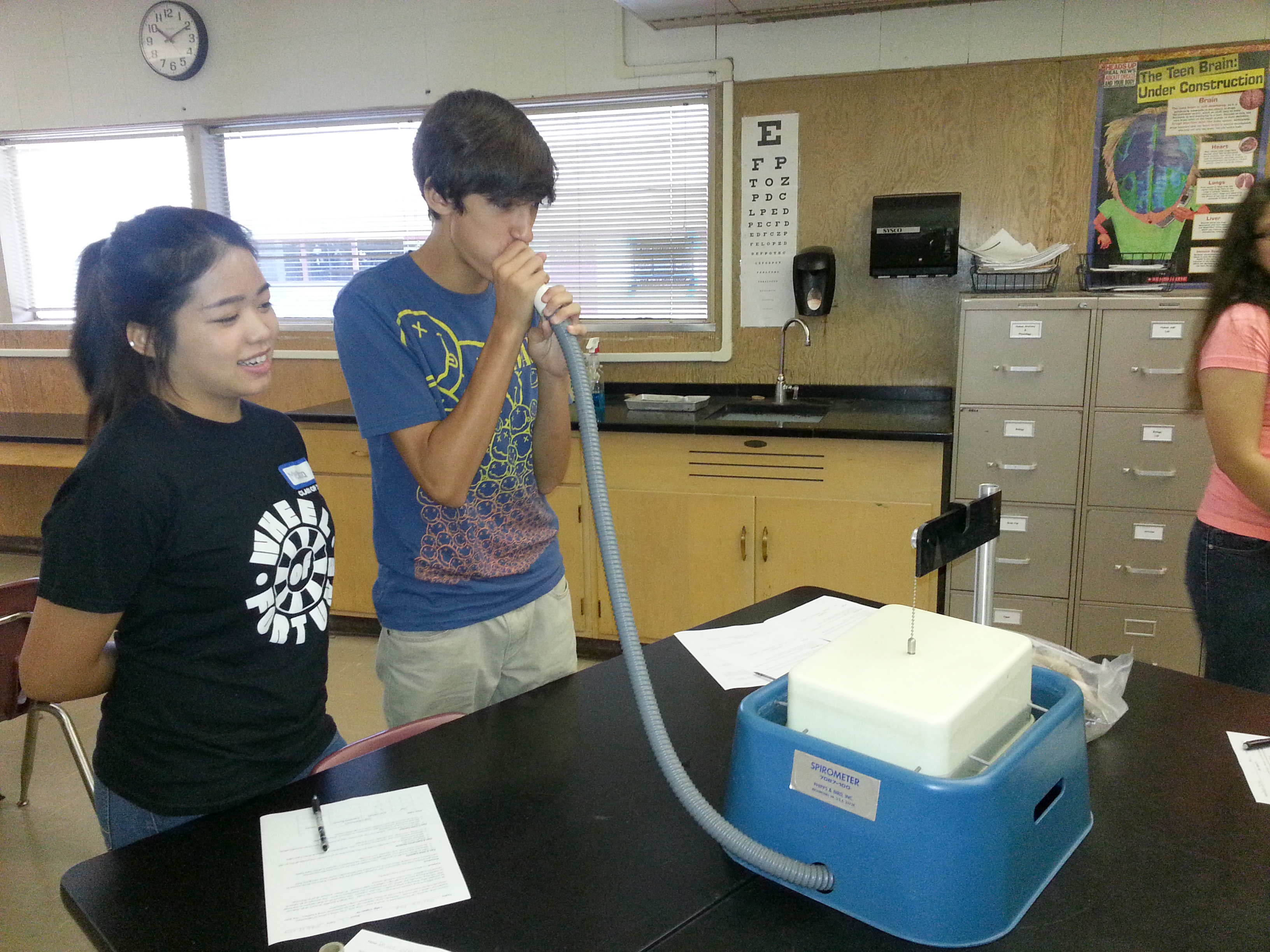
Um simples espirômetro de flutuação sendo usado em uma demonstração científica do ensino médio.

### Desenvolvimento inicial
A primeira tentativa de medir o volume pulmonar pode ser datada do período entre 129 e 200 dC. Claudius Galen, um médico e filósofo romano, fez um experimento volumétrico em ventilação humana. Ele observou um menino respirar com uma bexiga e descobriu que o volume não mudou. O experimento mostrou-se inconclusivo. 
- 1681, Borelli tentou medir o volume de ar inspirado em um só fôlego. Ele montou um tubo cilíndrico parcialmente cheio de água, com uma fonte de água aberta entrando no fundo do cilindro. Ele tapou as narinas, inalou através de uma saída no topo do cilindro e mediu o volume de ar deslocado pela água. Essa técnica é muito importante na obtenção de parâmetros de volume pulmonar hoje em dia. [2]

### Século XIX
- 1813, Kentish E usou um simples "Pulmômetro" para estudar o efeito de doenças no volume pulmonar. Ele usava uma campânula graduada invertida em pé na água, com uma saída na parte superior da redoma controlada por uma torneira. O volume de ar foi medido em unidades de pintas. [2]
- 1831, Thackrah C.T descreveu um "Pulmômetro" semelhante ao de Kentish. Ele retratou o dispositivo como uma redoma de vidro com uma abertura para o ar entrar por baixo. Não houve correção para pressão. Portanto, o espirômetro não mediu apenas o volume respiratório, mas também a força dos músculos respiratórios. [2]
- 1845, Vierordt, em seu livro denominado "Physiologie des Athmens mit besonderer Rücksicht auf die Auscheidung der Kohlensäure", discutiu seu interesse em medir o volume de expiração com precisão. Ele também completou medidas precisas de outros parâmetros de volume usando seu "Expirator". Alguns dos parâmetros descritos por ele são usados hoje, incluindo volume residual e capacidade vital. [2]
- 1846 O espirômetro de água medindo capacidade vital foi desenvolvido por um cirurgião chamado John Hutchinson. Ele inventou um sino calibrado invertido em água, que foi usado para capturar o volume de ar exalado por uma pessoa. Hutchinson publicou seu artigo sobre seu espirômetro de água e as medidas que ele havia tirado de mais de 4.000 sujeitos, descrevendo a relação direta entre a capacidade vital e a altura e a relação inversa entre a capacidade vital e a idade. Ele também mostrou que a capacidade vital não está relacionada ao peso em nenhuma altura. Ele também usou sua máquina para predizer mortalidade prematura. Ele cunhou o termo "capacidade vital", que foi apontado como um poderoso prognóstico para doenças cardíacas pelo estudo de Framingham. Ele acreditava que sua máquina deveria ser usada para previsões atuariais para empresas que vendem seguros de vida. [3]
- 1854 Wintrich desenvolveu um espirômetro, que era mais fácil de usar do que o de Hutchinson. Ele fez um experimento com 4.000 indivíduos e concluiu que existem três parâmetros que afetam a capacidade vital: altura, peso e idade. Sua experiência produziu resultados semelhantes aos do estudo de Hutchinson.
- 1859 E. Smith desenvolveu um espirômetro portátil, que ele usou para medir o metabolismo do gás.
- 1866 Salter adicionou um quimógrafo ao espirômetro para registrar o tempo enquanto obtinha volumes de ar.
- 1879 Gad J. publicou um artigo intitulado "Pneumatógrafo", que descreveu uma máquina que permitia o registro de alterações no volume pulmonar. [2]

### Século XX
- 1902, Brodie T.G foi o primeiro a usar um espirômetro de cunha de granulação seca.
- 1904 Tissot introduziu o espirômetro de circuito fechado
- 1939 Compton S.D. desenvolveu o lungometer para uso na Alemanha nazista.
- 1959 Wright B.M. e McKerrow C.B. introduziu o medidor de fluxo máximo.
- 1969 DuBois A.B. e van de Woestijne K.P. experimentam em humanos usando o pletismógrafo. 1974 Campbell et al. refinou o medidor de vazão de pico anterior, desenvolvendo uma versão mais barata e mais leve. [2]

### Século XXI
- A Advanced Medical Engineering 2008 desenvolveu o primeiro espirômetro sem fio do mundo com 3D Tilt-Sensing para um controle de qualidade muito maior no ambiente de teste.

### Interpretando Espirometria
Mesmo com a precisão numérica que um espirômetro pode fornecer, a determinação da função pulmonar depende da diferenciação do anormal do normal. As medidas da função pulmonar podem variar dentro e entre grupos de pessoas, indivíduos e dispositivos espirométricos. A capacidade pulmonar, por exemplo, pode variar temporalmente, aumentando e diminuindo na vida de uma pessoa. Como resultado, as ideias sobre o que é “normal” baseiam-se no entendimento de uma das fontes de variabilidades e podem ser deixadas para a interpretação.